# Bisdom Uberlândia
Het bisdom Uberlândia (Latijn: Dioecesis Fertiliensis) is een rooms-katholiek bisdom met als zetel Uberlândia, in Brazilië. Het bisdom is suffragaan aan het aartsbisdom Uberaba.

## Geschiedenis
Het bisdom werd opgericht op 22 juli 1961, uit delen van het bisdom Uberaba, en was suffragaan aan het aartsbisdom Belo Horizonte. Op 14 april 1962 wisselde het van kerkprovincie en werd suffragaan aan het nieuw verheven aartsbisdom Uberaba.

## Parochies
Het bisdom had in 2020 een oppervlakte van 13.784 km2 en telde 881.220 inwoners waarvan 73,9% rooms-katholiek was.

## Bisschoppen
- Almir Marques Ferreira (19 augustus 1961 - 1 december 1977)
  - Onofre Cândido Rosa (coadjutor: 7 september 1971 - 1 december 1977; hulpbisschop sinds 9 januari 1970)
- Estêvão Cardoso de Avellar (20 maart 1978 - 23 december 1992)
- José Alberto Moura (23 december 1992 - 7 februari 2007; coadjutor sinds 18 april 1990)
- Paulo Francisco Machado (2 januari 2008  - heden)

Uberaba (aartsbisdom) · Ituiutaba · Patos de Minas · Uberlândia